# Burglinde Pollak
Burglinde Pollak (n. 10 iunie 1951, Werder (Havel), Brandenburg, Germania) este o atletă ce a reprezentat Republica Democrată Germană, medaliată olimpică. A participat la 3 ediții ale Jocurilor Olimpice (1972, 1976, 1980) în care a câștigat două medalii de bronz în proba de pentatlon.

## Palmares
| An   | Competiție           | Locație                    | Loc | Note |
| ---- | -------------------- | -------------------------- | --- | ---- |
| 1969 | Campionatul European | Atena, Grecia              | 8   | 4598 |
| 1971 | Campionatul European | Helsinki, Finlanda         | 2   | 4638 |
| 1972 | Jocurile Olimpice    | München, Germania de Vest  | 3   | 4768 |
| 1974 | Campionatul European | Roma, Italia               | 2   | 4678 |
| 1976 | Jocurile Olimpice    | Montreal, Canada           | 3   | 4740 |
| 1978 | Campionatul European | Praga, Cehoslovacia        | 2   | 4600 |
| 1980 | Jocurile Olimpice    | Moscova, Uniunea Sovietică | 6   | 4553 |